# Lyman Reserve
Lyman Reserve ist ein 210 Acres (0,8 km²) großes Naturschutzgebiet auf den Stadtgebieten von Bourne, Plymouth und Wareham im Bundesstaat Massachusetts der Vereinigten Staaten, das von der Organisation The Trustees of Reservations verwaltet wird.

## Geschichte
Der durch das Gebiet fließende Red Brook wird vom eisenhaltigen Gestein an seiner Quelle rötlich gefärbt und seit fast 2000 Jahren von Menschen genutzt. Archäologische Untersuchungen haben ergeben, dass sich dort vor etwa 1800 Jahren wichtige Siedlungen der Wampanoag-Indianer befanden. Sie verwendeten Kochtöpfe aus Ton und stellten scharfe Steinklingen her, die sie für die Jagd auf Meeres- und Wildtiere nutzten.
Die europäischen Siedler hingegen nutzten das Land weit intensiver. Pech-Kiefern wurden zu Teer verarbeitet sowie Heringe und Alewife in großen Mengen gefangen. In den Sümpfen wurde nach Eisenerz gegraben und das Grabungsgebiet anschließend mit Moosbeeren bepflanzt. Zuletzt ließ sich in den 1830er Jahren Uriah Nickerson in dem Gebiet nieder, der in den 1840er Jahren das heute noch zu besichtigende Lyman House errichtete.
Der Name des Hauses und des Schutzgebiets geht jedoch auf Theodore Lyman zurück, der das Gebiet 1867 für das Massachusetts Board of Inland Fisheries besuchte. In den folgenden 30 Jahren kaufte er nach und nach Parzellen entlang des Red Brook von seiner Quelle bis zur Mündung, bis sein Eigentum schließlich eine Fläche von 638 Acres (2,6 km²) umfasste. Seine Familie nutzte das Gebiet sechs Generationen lang als Angelrevier und übereignete es im Jahr 2001 an die Trustees of Reservations, um es dauerhaft zu schützen.
Lymans Erbe umfasst das heutige Schutzgebiet Red Brook Reserve, das in das 210 Acres (0,8 km²) große Gebiet der Trustees und ein 428 Acres (1,7 km²) großes Areal unterteilt ist, das sich im Eigentum des Division of Fisheries and Wildlife befindet.

## Schutzgebiet
Das Schutzgebiet befindet sich an der zur Buzzards Bay gehörenden Buttermilk Bay (Buttermilch-Bucht) an der Mündung des 4,5 mi (7,2 km) langen Red Brook. Es ist vor allem bei Anglern beliebt und wird insbesondere zum Fliegenfischen genutzt. Aufgrund der Schutzbestimmungen muss allerdings jeder gefangene Fisch wieder in die Freiheit entlassen werden.
Der Fluss fließt vom White Island Pond in die Buttermilk Bay und ist das ökologische, kulturelle und landschaftliche Alleinstellungsmerkmal des Schutzgebiets. Der Red Brook ist einer von wenigen Flüssen in Massachusetts, in dem es Wanderfische gibt, und so zählt er zu den letzten verbliebenen, naturbelassenen Möglichkeiten in den östlichen Bundesländern der Vereinigten Staaten, Forellen zu angeln.
Neben dem Red Brook verfügt das Schutzgebiet über Feuchtgebiete, Wälder, einen Sandstrand und einen Küstenabschnitt entlang der Bucht. Während in den Wäldern vorwiegend Pech-Kiefern, Eichen und Busch-Eichen wachsen, gedeihen in den Flussauen hauptsächlich Rot-Ahorne. Die abwechslungsreiche Landschaft bietet einer Vielzahl von teilweise seltenen Pflanzen und Tieren einen Lebensraum.
Ein 1,5 mi (2,4 km) langer Rundwanderweg führt durch das Schutzgebiet.